# Mennighüffen
Mennighüffen ist ein Stadtteil der im Nordosten Nordrhein-Westfalens gelegenen Stadt Löhne. Bis zu deren Gründung 1969 war der Ort eine selbständige Gemeinde.

## Lage und Geografie
Mennighüffen macht den Norden und Nordosten des Löhner Stadtgebietes aus, seine rund 10.100 Einwohner bilden ein knappes Viertel der Bevölkerung. Angrenzende Stadtteile sind Gohfeld im Südosten und Ulenburg im Süden und Südwesten. Ansonsten schließen sich im Nordwesten Hüllhorst mit Huchzen, Tengern und Bröderhausen sowie im Nordosten und Osten Bad Oeynhausen mit Wulferdingsen und Werste an.
Der Stadtteil erstreckt sich von der Niederung der Werre (der Flusslauf selbst wird knapp nicht berührt) nordwärts ins Quernheimer Hügelland, einen Teilraum der Ravensberger Mulde. Dabei steigt das Gelände von 50 m NN bis auf 105 m im Norden an, fällt dann zum Bollbach hin wieder auf etwa 75 m ab. Dieser Wasserlauf fließt in den Tengerner Bach, dieser wiederum in den Mühlenbach, der sein Wasser der Werre zuführt. Die Bäche bilden die ungefähren Ortsgrenzen im Norden und Westen, die Rehlbieke die im Osten. Der Kernraum wird durch den Ostscheider Bach und seine Zuflüsse entwässert.
Das Untergrundgestein besteht aus Liasschichten, auf denen teils saaleeiszeitliche Schmelzwassersande, teils Mergel aufliegen. Die oberste Schicht bildet überall fruchtbarer Löss in bedeutender Mächtigkeit, der eine ertragreiche Landwirtschaft ermöglicht, sodass das Gebiet fast gänzlich waldfrei ist.

## Ortsteile und Verkehr
Mennighüffen ist dicht besiedelt. Die verschiedenen Ortsteile sind entlang der Hauptverkehrsstraßen, an denen sich der Großteil der Bevölkerung konzentriert, weitgehend zusammengewachsen und bilden langgestreckte Siedlungsbänder. Im westlichen Bereich liegen an der L773, die von Exter kommend in Richtung Lübbecke führt, die Ortsteile Mennighüffen (an der Kirche, mit Holzbrede), Westscheid und schließlich Halstern, wo die L774 (nördliches Kirchlengern – Bergkirchen) kreuzt.
Im Südosten an der L546 (Bünde – Bad Oeynhausen) finden sich Büschen und Ostscheid mit Börstel, nördlich davon an der abzweigenden K31 (Richtung Bergkirchen) Besebruch und Horst. Etwas abgelegen sind Krell mit Langengraß im Osten und Grimminghausen mit Langenhagen im Norden.
Nur wenig südlich des Ortsgebietes, im Stadtteil Ulenburg, verläuft die Bundesautobahn 30 mit der Abfahrt Löhne. Ulenburg mit seinen nur knapp 500 Einwohnern ist geschichtlich und überwiegend auch siedlungsräumlich eng mit Mennighüffen verbunden, es wird daher allgemein als großenteils dazugehörig wahrgenommen.

## Geschichte
- 1055: erste urkundliche Erwähnung
- 1347: Pfarrkirche in Mennighüffen erwähnt
- um 1530 lutherische Reformation
- 1695: Beginn der Kirchenbücher
- 1648: Mennighüffen, bis dahin Teil des Hochstifts Minden, gehört zur Vogtei Gohfeld im Amt Hausberge des Fürstentums Minden, das zu Brandenburg-Preußen gehört.
- 1807: Mennighüffen kommt zum Königreich Westphalen und gehört dort zum Kanton Haddenhausen.
- 1811: Mennighüffen kommt zum Kaiserreich Frankreich und wird Sitz des Kantons Mennighüffen sowie der Mairie Mennighüffen.
- 1813: Mennighüffen wird wieder preußisch.
- 1816: Mennighüffen kommt zum neuen Kreis Bünde.
- 1832: Mennighüffen kommt zum Kreis Herford.
- 1843: Die Gemeinde Mennighüffen wird Hauptort des Amtes Mennighüffen im Kreis Herford.[2]
- 1863–1899 Pfarrer Theodor Schmalenbach, Vertreter der Erweckungsbewegung. Mit ihm lebte bis zu ihrem Tode 1924 Marie Schmalenbach, Pfarrersfrau und Schriftstellerin, in Mennighüffen.
- 1897–1937: Betrieb der Kleinbahn „Wallücker Willem“ von Kirchlengern über Mennighüffen nach Oberlübbe
- 1928/31: Die Kirche erhält ihre heutige Gestalt.
- 1931–1949: Unter Pfarrer Ernst Wilm steht die Kirchengemeinde der Bekennenden Kirche nah.
- 1943: Die Gemeinde Mennighüffen wird Teil des neuen Amtes Löhne.
- 1953/57: Für das östliche Ortsgebiet wird die Heilandkirche gebaut und die Kirchengemeinde Siemshof gegründet.

Am 1. Januar 1969 geht die Gemeinde Mennighüffen in der neu gegründeten Stadt Löhne auf.
Im Jahr 2005 fand die 950-Jahr-Feier zur Ersterwähnung des Ortes statt.

## Schulen
- Grundschule Menninghüffen-Ost (für Horst, Besebruch, Ostscheid, Krell)
- Grundschule Mennighüffen-West (für Mennighüffen-Dorf und Büschen, dazu tlw. Ulenburg)
- Grundschule Halstern (für Westscheid, Halstern, Grimminghausen)
- Bertolt-Brecht-Gesamtschule (für einen größeren Einzugsbereich)

## Kirchengemeinden
- Evangelisch-Lutherische Kirchengemeinde Mennighüffen (für Mennighüffen-Ort, Büschen, Westscheid, Halstern, Grimminghausen, dazu Ulenburg)
- Evangelisch-Lutherische Kirchengemeinde Siemshof (für Horst, Besebruch, Ostscheid, Krell)
- Christliche Gemeinde Mennighüffen (freie evangelische Gemeinde)

## Vereine
- VfL Handball Mennighüffen
- VfL Viktoria Mennighüffen, Fußballverein
- TTC Mennighüffen, Tischtennisverein

## Söhne und Töchter von Mennighüffen
- Carl Ernst August Weihe (1779–1834), Arzt und Botaniker
- Arnold Bernsmeier (1917–2000), Internist und Hochschullehrer in Kiel
- Heinrich Dreyer (1935–1994), Politiker (CDU), Mitglied des Landtags von Nordrhein-Westfalen
- Ralf Stahlmann (1950–2023), Toxikologe und Pharmakologe